# آندرس امپریال
آندرس امپریال (انگلیسی: Andrés Imperiale؛ زادهٔ ۸ ژوئیهٔ ۱۹۸۶) بازیکن فوتبال اهل آرژانتین است.
از باشگاه‌هایی که در آن بازی کرده‌است می‌توان به باشگاه فوتبال رئال مادرید، باشگاه فوتبال سن‌خوزه ارث‌کوئیکز، باشگاه فوتبال بلومینگ، باشگاه فوتبال آریس لیماسول، و باشگاه فوتبال روساریو سنترال اشاره کرد.